# Pemba Dorje
Pemba Dorje (provincia de Bagmati, años 1980) es un montañista (sherpa) nepalí.
Es conocido por el más rápido ascenso del monte Everest, con 8 horas y 10 min; siendo el récord confirmado por el Ministerio de Turismo de Nepal.

## Síntesis biográfica
Nació en el caserío de Beding, en el valle del río Rolualing, a 3 km al suroeste de la frontera entre Nepal y China, y a 55 km al suroeste de la cima del monte Everest, y a 106 km al noreste de Katmandú, la capital de Nepal.
Desde el pueblo se caminan 15 km por la orilla del río Rolualing hasta la ruta más cercana, que va de Katmandú hasta la central hidroeléctrica de Tamakoshi (a 20 km). Hasta Katmandú hay 186 km de una carretera en malas condiciones: se tardan 6:15 h para llegar a Katmandú.
Diez miembros de su familia (tíos y abuelos), trabajando como sherpas, llegaron en distintos años a la cima del Everest.
Hasta la hazaña de Pemba Dorje, el récord de ascensión era de Babu Chiri Sherpa (1965-2001), que el 21 de mayo de 2000 ascendió al monte Everest en 16 horas y 56 minutos desde el campamento base hasta la cima.
Tres años después, el 22 de mayo de 2003, Pemba Dorje Sherpa rompió el récord de ascensión al Everest con un tiempo de 12 h y 45 min.
Sin embargo, apenas tres días después, el 25 de mayo de 2003, Lakpa Gelu Sherpa estableció un nuevo récord de 10 h y 56 min.
Pemba Dorje rechazó la afirmación de Lakpa Gelu, pero el gobierno de Nepal dictaminó que era válida.
A finales de mayo de 2004, Pemba Dorje afirmó haber logrado la ascensión más rápida al monte Everest el 21 de mayo de 2004, con un tiempo de 8 horas y 10 minutos.
El récord fue confirmado por el Ministerio de Turismo de Nepal.
Sin embargo, su récord fue rechazado por el Tribunal Supremo de Nepal, 
el Ministerio de Turismo de Nepal,
el Ministerio de Cultura, Turismo y Aviación Civil,
y el Libro Guinness de los Récords.
Actualmente vive en la ciudad de Katmandú, capital de Nepal.